# Reinos de la Mancomunidad

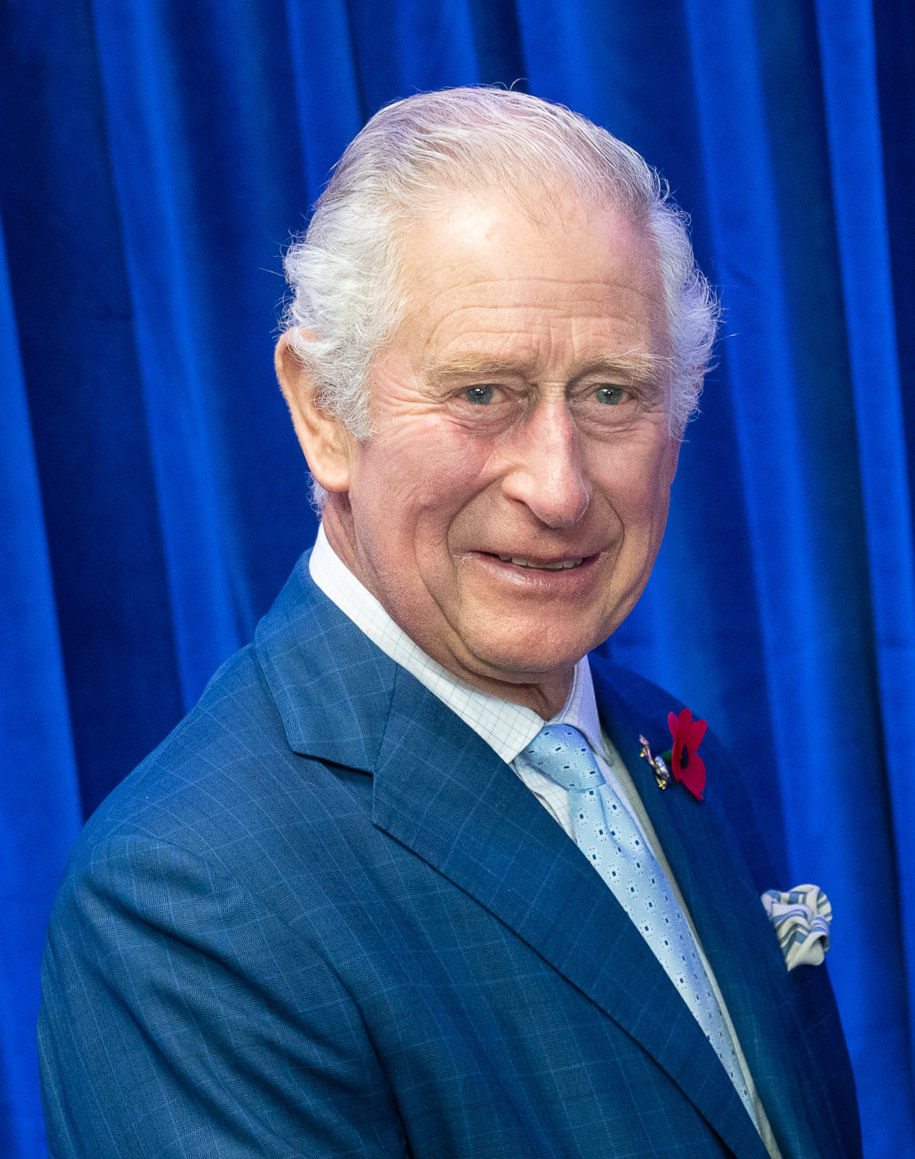
Carlos III, rey del Reino Unido y de sus otros reinos y territorios

Los reinos de la Mancomunidad (Commonwealth realms, en inglés) son los quince países de la Mancomunidad de Naciones, establecidos como monarquías constitucionales teniendo al monarca del Reino Unido como su propio jefe de Estado. 

Reinos de la Mancomunidad.
Antiguos reinos y dominios de la Mancomunidad.

Esto no significa que los gobiernos de estas naciones estén unidos. Aunque el jefe de Estado es compartido, los países y sus gobiernos están totalmente separados y son independientes. En cada nación (a excepción del Reino Unido), el monarca es representado por un gobernador general, un ciudadano que tiene un historial distinguido de servicio público a la nación quién es nominado al puesto por el primer ministro del país y cuyo nombramiento formal es hecho por el monarca. 
El poder político verdadero en cada país es llevado a cabo enteramente por el primer ministro, pero el gobernador general y el monarca realizan muchas actividades simbólicas, formales, culturales y ceremoniales, y promueven la cultura y la identidad de cada país. El gobernador general firma todas las leyes nacionales también, pero hace esto solamente con el consejo de los miembros del Gobierno elegido.
El actual monarca del Reino Unido y de estas otras naciones es Carlos III. En algunos reinos de la Mancomunidad, el rey tiene un estandarte real oficial que se usa cuando él está en el país. Además, en varios reinos se usan imágenes de la monarquía con frecuencia en monedas, sellos postales, y la palabra “real” (royal) se utiliza en los títulos de varias instituciones del gobierno.
Otros Estados miembros de la Commonwealth eran reinos de la Mancomunidad en el pasado pero ahora son repúblicas. Algunos ejemplos son: Sudáfrica, India o Malta. El caso más reciente es Barbados, que fue reino de la Mancomunidad desde el 30 de noviembre de 1966 hasta el 30 de noviembre de 2021.
En algunos países, como Jamaica o Australia existen movimientos republicanos significativos. Pero en otros, como Canadá, Nueva Zelanda o las Bahamas, la mayoría de la población apoya o tiene indiferencia pasiva en favor de la monarquía.

## Reinos de la Mancomunidad de Naciones
Son cualquiera de los quince Estados soberanos de la Mancomunidad de Naciones (en inglés: Commonwealth of Nations) que por separado reconocen al rey Carlos III como su monarca. En cada reino él es el monarca y jefe de Estado y es titulado en consecuencia. Por ejemplo, en Belice es conocido como "Carlos III, por la gracia de Dios, rey de Belice...", o, simplemente, el rey de Belice. Por lo tanto, los reinos de la Mancomunidad de Naciones son una unión personal el uno con el otro, soberano y Estado. Su representante en cada país, excepto el Reino Unido, es el gobernador general.
Los quince reinos de la Mancomunidad son:

### América
| Bandera | Nombre                       | Fecha de independencia   | Estandarte real |
| ------- | ---------------------------- | ------------------------ | --------------- |
|         | Antigua y Barbuda            | 1 de noviembre de 1981   |                 |
|         | Bahamas                      | 10 de julio de 1973      |                 |
|         | Belice                       | 21 de septiembre de 1981 |                 |
|         | Canadá                       | 1 de julio de 1867       |                 |
|         | Granada                      | 7 de febrero de 1974     |                 |
|         | Jamaica                      | 6 de agosto de 1962      |                 |
|         | San Cristóbal y Nieves       | 19 de septiembre de 1983 |                 |
|         | Santa Lucía                  | 22 de febrero de 1979    |                 |
|         | San Vicente y las Granadinas | 27 de octubre de 1979    |                 |

### Europa
| Bandera | Nombre                                          | Día histórico     | Estandarte real |
| ------- | ----------------------------------------------- | ----------------- | --------------- |
|         | Reino Unido de Gran Bretaña e Irlanda del Norte | 1 de mayo de 1707 |                 |

### Oceanía
| Bandera | Nombre             | Fecha de independencia   | Estandarte real |
| ------- | ------------------ | ------------------------ | --------------- |
|         | Australia          | 1 de enero de 1901       |                 |
|         | Nueva Zelanda      | 6 de febrero de 1907     |                 |
|         | Papúa Nueva Guinea | 16 de septiembre de 1975 |                 |
|         | Islas Salomón      | 7 de julio de 1978       |                 |
|         | Tuvalu             | 1 de octubre de 1978     |                 |

## Antiguos reinos mancomunados

### Lista de entidades
| País              | Inicio | Término | Sistema adoptado           | Método de transición                                 | Estandarte real | Escudo de armas |
| ----------------- | ------ | ------- | -------------------------- | ---------------------------------------------------- | --------------- | --------------- |
| Barbados          | 1966   | 2021    | República parlamentaria    | Reforma constitucional                               |                 |                 |
| Ceilán            | 1948   | 1972    | República parlamentaria    | Nueva constitución                                   |                 |                 |
| Fiyi              | 1970   | 1987    | República parlamentaria    | Golpe de Estado                                      |                 |                 |
| Gambia            | 1965   | 1970    | República parlamentaria    | Referéndum y nueva constitución                      |                 |                 |
| Ghana             | 1957   | 1960    | República presidencial     | Referéndum y nueva constitución                      |                 |                 |
| Guyana            | 1966   | 1970    | República parlamentaria    | Resolución                                           |                 |                 |
| India             | 1947   | 1950    | República parlamentaria    | Nueva constitución                                   |                 |                 |
| Irlanda           | 1922   | 1949    | República parlamentaria    | Acta de Irlanda del parlamento de Inglaterra de 1929 |                 |                 |
| Kenia             | 1963   | 1964    | República presidencial     | Reforma constitucional                               |                 |                 |
| Malaui            | 1964   | 1966    | República de partido único | Nueva constitución                                   |                 |                 |
| Malta             | 1964   | 1974    | República parlamentaria    | Reforma constitucional                               |                 |                 |
| Mauricio          | 1968   | 1992    | República parlamentaria    | Reforma constitucional                               |                 |                 |
| Nigeria           | 1960   | 1963    | República parlamentaria    | Reforma constitucional                               |                 |                 |
| Pakistán          | 1947   | 1956    | República parlamentaria    | Nueva constitución                                   |                 |                 |
| Sierra Leona      | 1961   | 1971    | República presidencial     | Nueva constitución                                   |                 |                 |
| Sudáfrica         | 1910   | 1961    | República parlamentaria    | Referéndum de 1960 y Nueva Constitución de 1961      |                 |                 |
| Trinidad y Tobago | 1962   | 1976    | República parlamentaria    | Nueva constitución                                   |                 |                 |
| Uganda            | 1962   | 1963    | República parlamentaria    | Reforma constitucional                               |                 |                 |

Además, el Estatuto de Westminster de 1931 reconoció a Terranova con el estatus de dominio y reino de la mancomunidad; sin embargo, Terranova nunca asumió lo dispuesto por el estatuto, perdiendo su condición de reino de la comunidad en 1934. Posteriormente, la Asamblea General de Terranova, ante problemas financieros locales, pidió al Reino Unido que suspendiera el estatus de dominio, por lo que el parlamento británico aprobó el Acta de Terranova de 1933 estableciendo gobierno directo, que se implementó en 1934. Más adelante, tras la Segunda Guerra Mundial, en vez de buscar tener de nuevo el estatus de dominio, se convirtió en 1949 en una provincia de Canadá.